# Alameda del Valle
Alameda del Valle er en by og kommune i det centrale Spanien i Madrid-regionen. Den har et indbyggertal på 255 (2024) indbyggere.